# بيريهوفي
بيريهوفي (بالأوكرانية: Берегове، بالروسية: Берегово، بالمجرية: Beregszász، باليديشية: בערעגסאז) هي مدينة تقع في مقاطعة زاكارباتسكا غربي أوكرانيا قرب الحدود المجرية. يبلغ عدد سكانها حوالي 24,038  نسمة بحسب تقديرات عام 2016. وتعد المدينة مركزاً ثقافياً للمجريين القاطنين في أوكرانيا.
بيريهوفي هي المركز الإداري لمقاطعة بيرهوف وتعد رسمياً إحدى المدن ذات الأهمية الأقليمية فتتمتع بحالة تكافئ كونها مقاطعة منفصلة بحد ذاتها. كانت المدينة تاريخياً عاصمة مقاطعة بيريغ التابعة لمملكة المجر حتى عام 1919، وأيضاً خلال الفترة الممتدة من عام 1938 حتى عام 1944، أما خلال الفترة من عام 1919 حتى 1938 فكانت تابعةً لتشيكوسلوفاكيا.

## التركيبة السكانية
بلغ عدد المجريون في المدينة 12,432 نسمة عام 1910 من أصل 12,933 نسمة (أي مثلوا نسبة 96.1% من المجموع الكلي للسكان)، فيما بلغ عدد الأوكرانيون 221 شخصاً، وكان عدد الألمان 140 شخصاً.
توزع التركيب الإثني للمدينة بحسب تقديرات عام 2001 على النحو الآتي:
- نسبة 48.1% مجريون 12.8 ألف نسمة
- نسبة 38.9% أوكرانيون 10.3 ألف نسمة
- نسبة 6.4% غجر 1.7 ألف نسمة
- نسبة 5.4% روس 1.5 ألف نسمة

عاش في المدينة قبل الحرب العالمية الثانية عدد كبير من اليهود قُدِّر عددهم بنحو الـ8,000 نسمة. ولم يرجع أو يتبقى منهم للمدينة بعدما وضعت الحرب أوزارها سوى أربعة فقط.

## المناخ
لدى بيريهوفي مناخ محيطي وفقاً لتصنيف كوبن للمناخ.
| البيانات المناخية لـBerehove | البيانات المناخية لـBerehove | البيانات المناخية لـBerehove | البيانات المناخية لـBerehove | البيانات المناخية لـBerehove | البيانات المناخية لـBerehove | البيانات المناخية لـBerehove | البيانات المناخية لـBerehove | البيانات المناخية لـBerehove | البيانات المناخية لـBerehove | البيانات المناخية لـBerehove | البيانات المناخية لـBerehove | البيانات المناخية لـBerehove | البيانات المناخية لـBerehove |
| الشهر                        | يناير                        | فبراير                       | مارس                         | أبريل                        | مايو                         | يونيو                        | يوليو                        | أغسطس                        | سبتمبر                       | أكتوبر                       | نوفمبر                       | ديسمبر                       | المعدل السنوي                |
| ---------------------------- | ---------------------------- | ---------------------------- | ---------------------------- | ---------------------------- | ---------------------------- | ---------------------------- | ---------------------------- | ---------------------------- | ---------------------------- | ---------------------------- | ---------------------------- | ---------------------------- | ---------------------------- |
| المتوسط اليومي °م (°ف)       | −2.4 (27.7)                  | −0.2 (31.6)                  | 4.7 (40.5)                   | 10.7 (51.3)                  | 15.6 (60.1)                  | 18.5 (65.3)                  | 20.1 (68.2)                  | 19.7 (67.5)                  | 15.8 (60.4)                  | 10.4 (50.7)                  | 4.9 (40.8)                   | 0.3 (32.5)                   | 9.8 (49.6)                   |
| الهطول مم (إنش)              | 45 (1.8)                     | 38 (1.5)                     | 39 (1.5)                     | 46 (1.8)                     | 69 (2.7)                     | 86 (3.4)                     | 74 (2.9)                     | 68 (2.7)                     | 48 (1.9)                     | 44 (1.7)                     | 51 (2.0)                     | 58 (2.3)                     | 666 (26.2)                   |
| المصدر: Climate-Data.org     |                              |                              |                              |                              |                              |                              |                              |                              |                              |                              |                              |                              |                              |

## معرض صور

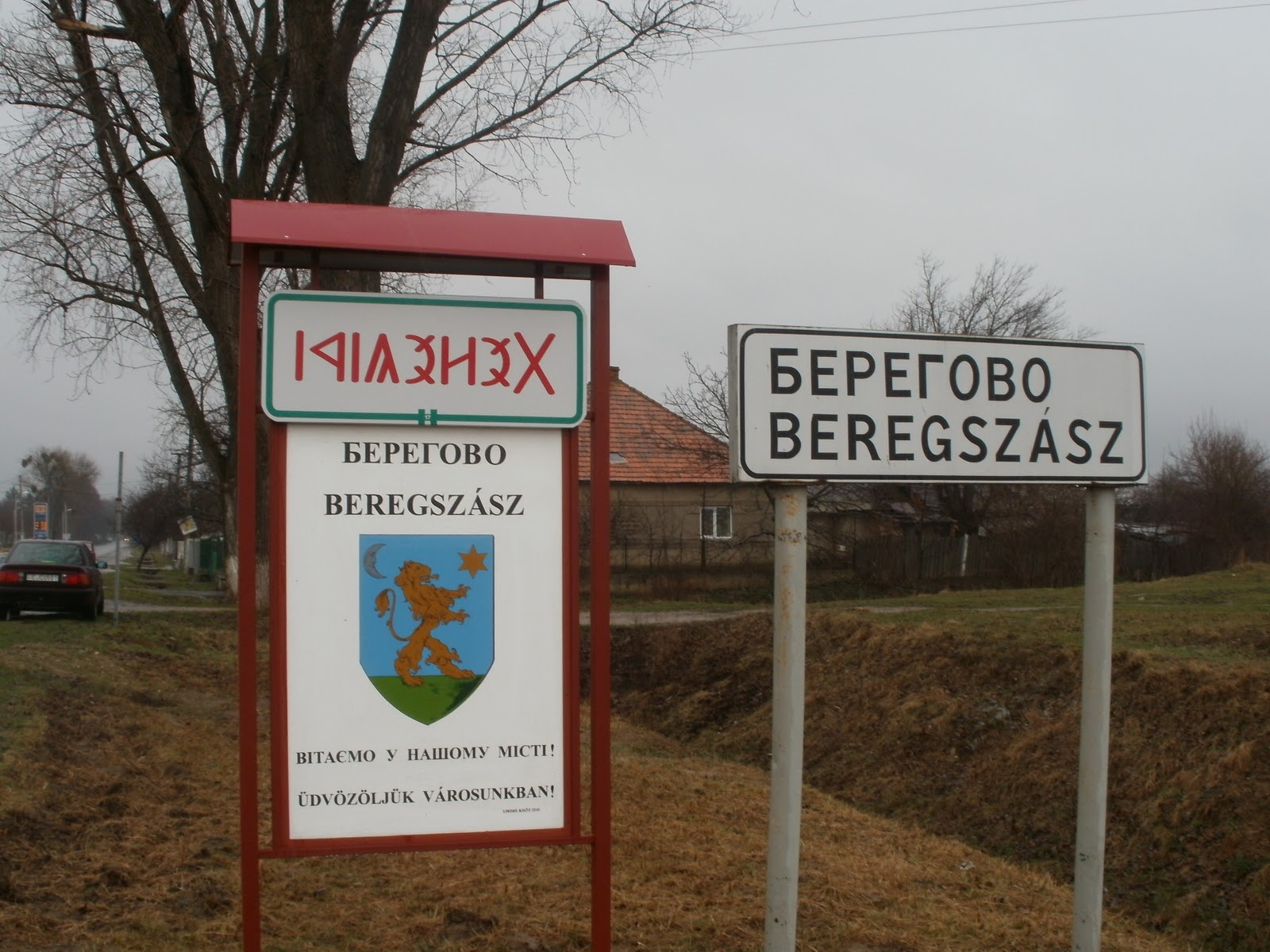
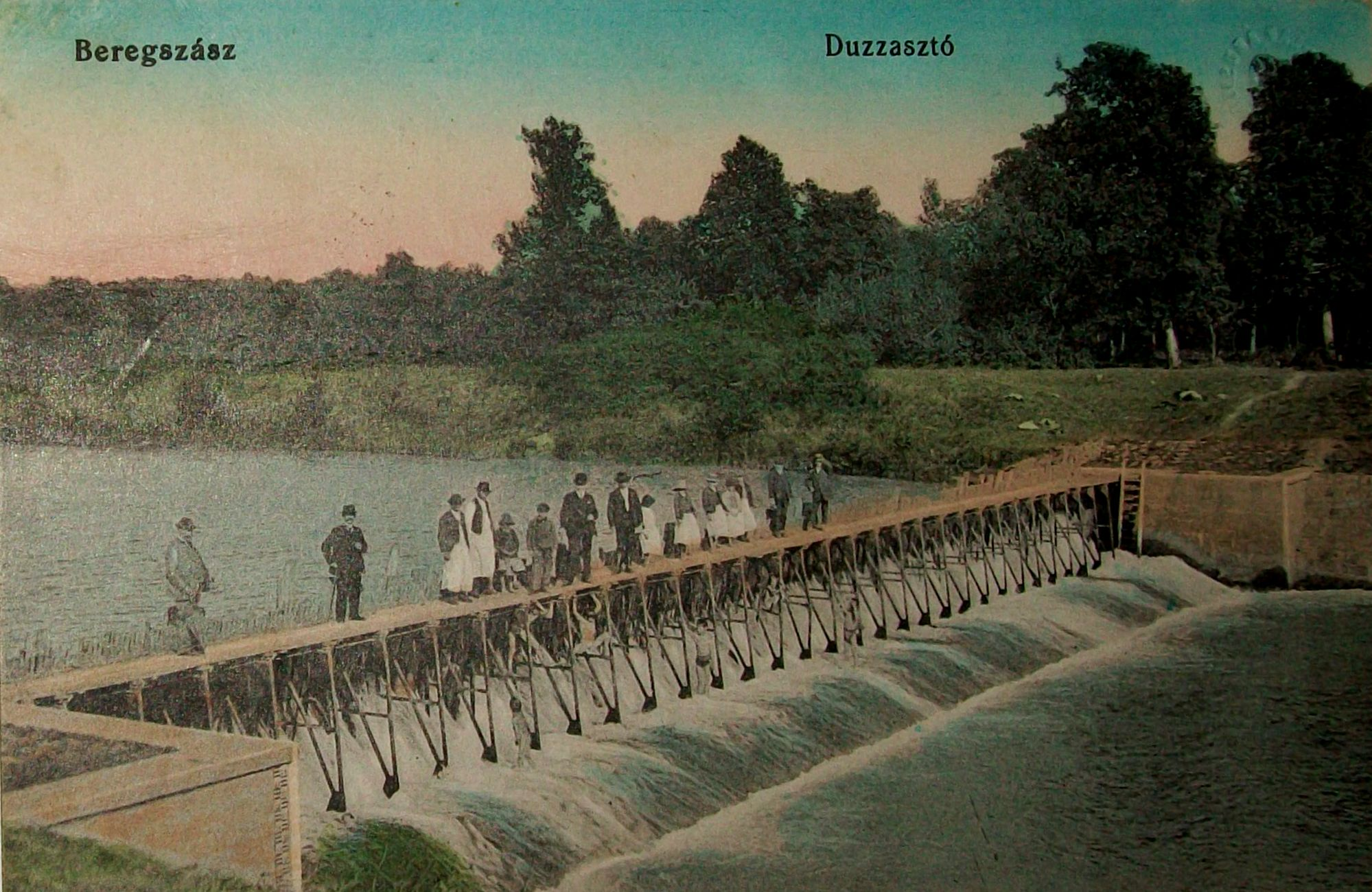
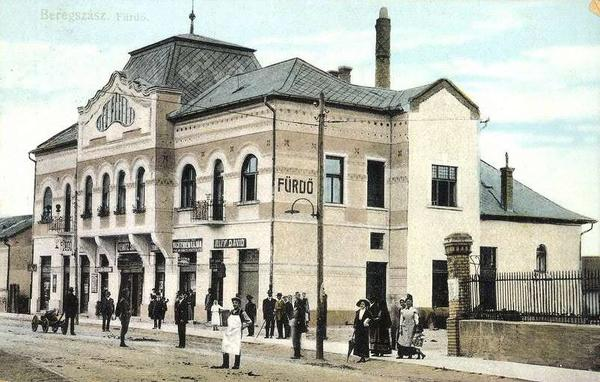

## المدن التوأمة
لمدينة بيريهوفي علاقة توأمة مع:
- Przeworsk، بولندا
- ساتو ماري، رومانيا
- غودولو، المجر

## وصلات خارجية
- الموقع الرسمي لمدينة بيريهوفي (بالأوكرانية)
- الموقع الرسمي لمدينة بيريهوفي (بالإنجليزية)
- بيريهوفي على موسوعة أوكرانيا
- بيريهوفي - Shtetlink